# بی‌سی پارتنرز
بی‌سی پارتنرز (انگلیسی: BC Partners) شرکت سرمایه‌گذاری بریتانیایی است، که در سال ۱۹۸۶ تأسیس شد.